# Hermanos Stenberg
Los hermanos Stenberg, Vladímir Stenberg (23 de marzojul./ 4 de abril de 1899greg. –  1 de mayo de 1982) y Gueorgui Stenberg (7 de octubrejul./ 20 de octubre de 1900greg. – 15 de octubre de 1933), fueron dos famosos diseñadores gráficos soviéticos conocidos sobre todo por sus carteles cinematográficos. Ingenieros de profesión, también realizaron trabajos de puesta en escena, decoración urbana, diseño editorial e ingeniería ferroviaria, entre otros.

## Biografía

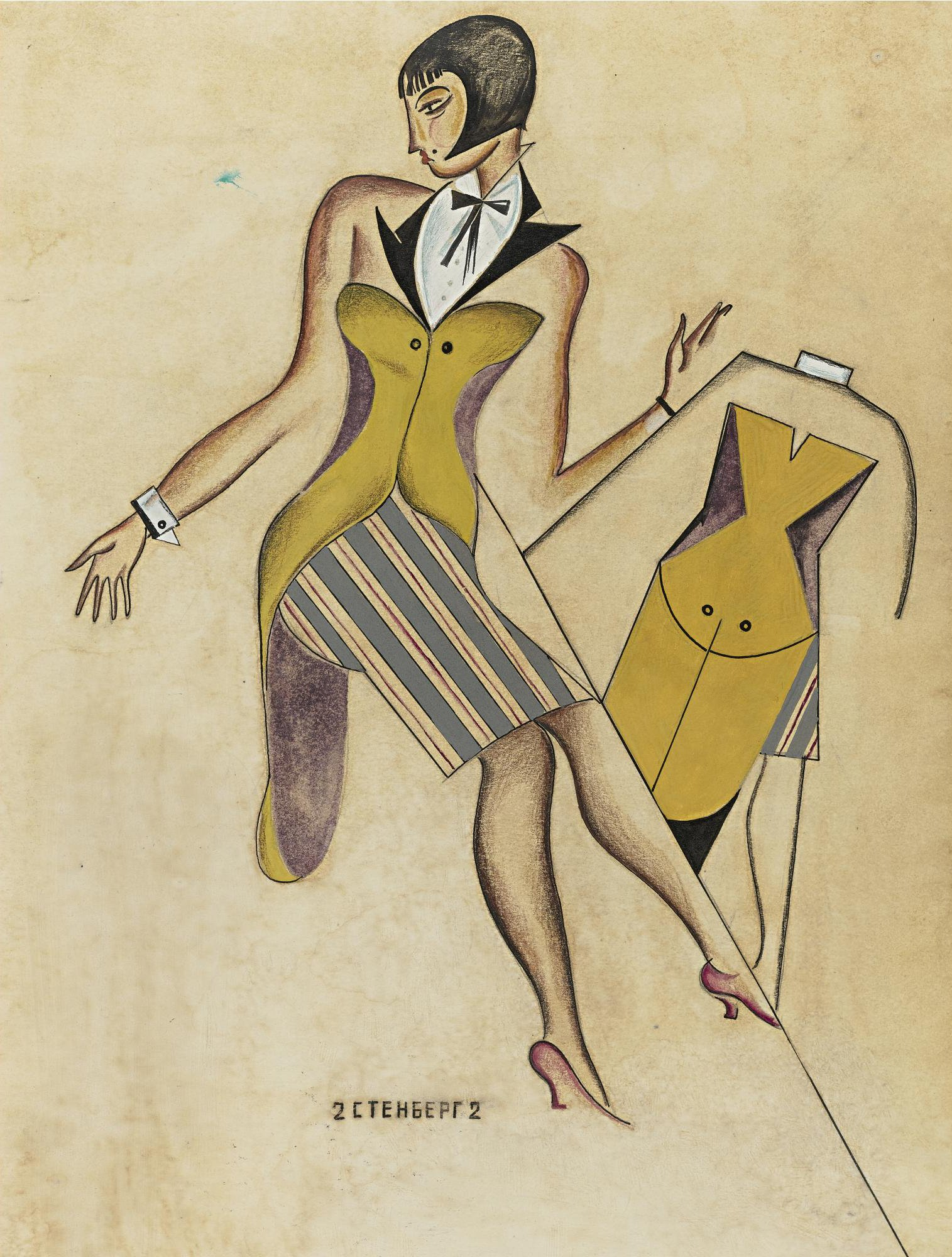
Diseño de traje para el día y la noche. Gueorgui Stenberg, circa 1920

Vladímir Ávgustovich Stenberg nace en Moscú en 1899. Al año siguiente nace su hermano Gueorgui Ávgustovich Stenberg, en la misma ciudad. Entre 1912 y 1917 acuden a la Escuela de Artes Aplicadas, donde toman un primer contacto con el diseño teatral y aprenden ingeniería militar especializándose en la construcción de puentes y ferrocarriles. En un principio Vladímir trabaja solo o con su padre dentro del ámbito del cine y las artes escénicas hasta que en 1917, tras cursar ambos estudios de ingeniería en la Escuela Militar, nace el tándem "Los Hermanos Stenberg".
Comienzan juntos en la restauración y montaje de escenarios. Durante los años de la Guerra Civil Rusa (1918-1920) continúan su aprendizaje al lado del pintor Gueorgui Yakúlov, se interesan por la poesía, los debates políticos y organizan una pequeña exposición de sus trabajos. En 1919 fundan la SVOMAS con otros artistas, un paso importante por cuanto esta sociedad estaba destinada al diseño de pósteres de agitación en favor del bando bolchevique. En 1921 el padre, Carl August Stenberg, regresa a Suecia, su país de origen y los hermanos Stenberg se unen al Instituto de Cultura Artística, donde ayudan a establecer el Primer Grupo de Trabajo de Constructivistas. Esta corriente artística, el Constructivismo, estará presente no sólo en su trabajo como escenógrafos, sino también en su obra gráfica.
1923 es un año importante para "los hermanos": viajan por Europa, trabajan para Vsévolod Meyerhold y comienzan a crear carteleras para la agencia cinematográfica gubernamental Goskinó. En 1925 reciben un premio en París por su trabajo dentro del diseño teatral durante la Exposición de Artes Decorativas de 1925 y organizan la primera muestra de carteles de cine. Hasta los años 1930-1933, cuando comienzan la docencia en el Instituto de Arquitectura y Construcción, participan en diversas muestras internacionales, viajan por el extranjero y extienden su actividad al decorado urbano para la celebración de festividades, los ballets Teatro Bolshói o al mundo editorial. 1932 es una fecha importante para los artistas soviéticos porque todas las organizaciones de artistas independientes pasan a ser controladas por el Partido Comunista. Los Stenberg serán miembros fundadores de la Unión de Artistas Soviéticos de Moscú.
1933 marca el punto final del "tándem" Stenberg. Gueorgui muere en octubre en Moscú en un siniestro de motocicleta. Vladímir cambia su nacionalidad sueca por la soviética y empieza a colaborar con su hermana Lydia. Su carrera evoluciona, de momento, sin sobresaltos: es nombrado diseñador en jefe de la Plaza Roja de Moscú, crea un nuevo sistema de ventilación para la Oficina Central de Construcción Ferroviaria y un tren diésel de alta velocidad y prosigue con su actividad como decorador -suele decirse que Gueorgui era "el más artista" de los dos-. En el año 1945 un nuevo miembro de la familia se incorpora al equipo: Sten, el hijo de Vladímir.
En 1952 Vladímir es arrestado durante la Gran Purga y rehabilitado al año siguiente, tras la muerte de Stalin. A partir del año 1960 se dedica a la restauración. Muere en Moscú el uno de mayo de 1982.

## Su obra
Si los carteles publicitarios han dejado desde finales del siglo XIX un patrimonio de extraordinaria variedad y riqueza, el cartel soviético ocupa un lugar muy especial dentro de su evolución a lo largo de la primera mitad del siglo XX debido a la importancia concedida por el Estado Soviético a todas las manifestaciones tanto de la cultura popular como de los medios de comunicación de masas.
El cartel es algo más que un medio de propaganda o publicidad comercial para el Régimen de los Soviets: se trata de un instrumento al servicio de la transformación y educación del pueblo. Aunque los hermanos Stenberg poseían una formación multidisciplinar, pasarán a la posteridad como diseñadores gráficos, en particular, como creadores de una concepción muy personal y fácil de distinguir del cartel cinematográfico. Su obra sintetiza el saber procedente de muy diversas fuentes y estilos y los frutos de una rica y variada educación técnica.
Tanto por su concepción práctica del arte, como por su condición de ingenieros, Vladímir y Gueorgui Stenberg se interesaron desde sus comienzos por los montajes constructivistas como forma de estudiar la tridimensionalidad, el equilibrio y el movimiento de los cuerpos, lo que, aparte de la utilidad práctica para un técnico, resultó extremadamente valioso para la creación de una forma de publicidad gráfica, la cual se caracteriza por la capacidad de trascender el plano para "acercarse" al espectador, de estar dotada de un cierto movimiento gracias a una hábil combinación de las imágenes.
Junto a este sentido dinámico del póster y, en general, de la imagen bidimensional que tan útiles resultaron a los hermanos Stenberg para la creación de carteles que, como los cinematográficos, aluden a un arte o imagen "en movimiento", la importancia de los Dadaístas no fue menos decisiva. Entre los años 1920-1930 la influencia de este movimiento en el arte gráfico fue muy intensa e introdujo el empleo del "collage", el ensamblaje, en la medida en que el movimiento Dadá veía al artista como un "montador". Los Stenberg no emplearon fotografías en el "montaje" de sus célebres carteleras, sino dibujos de fotografías, una especie de copias realistas de las escenas de las películas superponiendo a veces planos diferentes para crear una sensación visual de movimiento que, al mismo tiempo, estaba dotada de un sentido, de un nexo causal que de alguna manera resumía o reinterpretaba lo esencial del filme.
Un hecho que ilustra hasta que punto estos artistas estaban convencidos de la importancia de la reproducción mecánica y la tecnología en su trabajo lo demuestra un invento pionero que diseñaron para posibilitar el desarrollo de su peculiar forma de entender el cartel cinematográfico, el proyector distorsionador, un mecanismo capaz de distorsionar, deformar, o alterar el tamaño de las figuras de una proyección a voluntad. Sus experimentos con los diseños tipográficos los convirtieron en precursores de estilos publicitarios en boga durante los años 60 de la pasada centuria.
Las mismas teorías del director de cine Serguéi Eisenstein sobre el montaje influyeron en "los hermanos": la idea de la contraposición o choque de imágenes o escenas como forma de influir en el espectador. A través del collage o ensamblaje de fragmentos fílmicos con la ayuda de la geometría y el color los Stenberg realizan su propia versión del "montaje" cinematográfico sobre el plano.
Por lo demás, el trabajo de los Stenberg presenta muchas de las características de la cartelería soviética: simplicidad de volúmenes, tendencia a la geometrización, sencillez de composición y peculiar sentido del color, a menudo muy vivo. 
En sus propias palabras, siempre, desde el nacimiento, fueron inseparables, tanto en el trabajo -firmaban sus obras como "2Stenberg2"- como en los estudios. Por ello son mundialmente conocidos como "los Hermanos Stenberg".
Vladímir y Gueorgui no se limitaron a promover con sus carteleras las obras maestras de la cinematografía soviética, como El Acorazado Potemkin u Octubre, también "pasaron por sus manos" las películas de Buster Keaton o Charlie Chaplin, entre otras estadounidenses o europeas.